# الكتاب البابوي السنوي
الكتاب البابوي السنوي (بالإيطالية: Annuario Pontificio)‏ هو الدليل السنوي للكرسي الرسولي للكنيسة الكاثوليكية. يحوي أسماء الباباوات مرتبين زمنيًا وجميع مسؤولي أقسام الكرسي الرسولي. كذا أسماء ومعلومات اتصال جميع الكرادلة والأساقفة، والأبرشيات (مع إحصائيات عن كل منهم)، وأقسام الكوريا الرومانية، وبعثات الكرسي الرسولي الدبلوماسية في الخارج، والسفارات المعتمدة لدى الكرسي الرسولي، ومقر المعاهد الدينية مع إحصائيات عن كل منها ومؤسسات أكاديمية معينة ومعلومات أخرى مماثلة. يتضمن الفهرس، بجانب جميع الأسماء الموجودة في الكتاب، أسماء جميع الكهنة الذين حصلوا على لقب «مونسنيور» (Monsignor).
الكتاب السنوي ذو الغلاف الأحمر، الذي جمعه المكتب المركزي لإحصاءات الكنيسة ونشرته دار النشر الفاتيكانية، معظم محتواه باللغة الإيطالية. يحتوي إصدار 2015 على أكثر من 2400 صفحة.
وفقًا للكتاب السنوي البابوي لعام 2019 ، ارتفع عدد الكاثوليك في العالم إلى 1,313,278,000 في نهاية عام 2017.

## تاريخ
بدأ نشر الكتاب السنوي للكنيسة الكاثوليكية، مع بعض الانقطاعات، من عام 1716 إلى 1859 من قبل شركة طباعة كراكاس Cracas في روما، تحت عنوان معلومات عام. . . (بالإيطالية: Notizie per l'Anno ...)‏، بداية من عام 1851 بدأ قسم من الكرسي الرسولي في إصدار منشور مختلف يسمى التسلسل الهرمي للكنيسة الرومانية الكاثوليكية الرسولية في جميع أنحاء العالم (بالإيطالية: Gerarchia della Santa Chiesa Cattolica Apostolica Romana in Tutto L'Orbe)‏، الذي أخذ عنوان Annuario Pontificio من عام 1860 لكنه توقف عن النشر عام 1870. كان هذا أول كتاب سنوي ينشره الكرسي الرسولي، ولكن تم تكليف صحيفة المراقب الروماني بتجميعه. بدأ الأخوان مونالدي (بالإيطالية: Fratelli Monaldi)‏ عام 1872 بإصدار الكتاب السنوي الخاص بهم بعنوان التسلسل الهرمي الكاثوليكي والأسرة البابوية للعام. . . (بالإيطالية: La Gerarchia Cattolica e la Famiglia Pontificia per l'Anno ...)‏.
عام 1885 استحوذت مطبعة الفاتيكان على مطبوعة "Gerarchia Cattolica" (التسلسل الهرمي الكاثوليكي)، مما جعلها مطبوعة شبه رسمية. من 1899 حتى 1904 وضعت إشارة «المطبوعة الرسمية» عليها، ولكن توقف ذلك بعد التشدد في إضفاء صفة «الرسمية» على المطبوعات، وبعد أن أصبحت "Acta Sanctae Sedis" (السابقة على Acta Apostolicae Sedis) المطبوعة الرسمية الوحيدة للكرسي الرسولي. في عام 1912 استرجعت عنوانها السابق Annuario Pontificio. من عام 1912 إلى عام 1924، بجانب قوائم الأسماء، شملت أيضًا ملاحظات توضيحية موجزة عن أقسام الكوريا الرومانية وبعض الوظائف داخل المحكمة البابوية، وهي ما عادت إليه عام 1940.